# 第25回スーパーボウル
第25回スーパーボウル（だい25かいスーパーボウル、Super Bowl XXV）は、1991年1月27日にアメリカ合衆国フロリダ州タンパのタンパ・スタジアムで開催されたアメリカンフットボールの試合。1990年シーズンのNFL優勝をかけて、AFC王者バッファロー・ビルズとNFC王者ニューヨーク・ジャイアンツが対戦した。試合はジャイアンツが20-19の1点差で勝利し、4年ぶり2度目の制覇を果たした。
両チームの得点差1は、スーパーボウル史上最少である。試合終了間際にビルズのKスコット・ノーウッドが逆転を狙って蹴った47ヤードのフィールドゴールが、大きく右に外れてビルズは優勝を逃した。MVPには、21回のキャリーで102ヤードを走り1タッチダウンをあげた、ジャイアンツのRBオーティス・アンダーソンが選ばれた。
開催当時は湾岸戦争まっただ中でアメリカ合衆国全体が愛国心の高揚した社会状況にあり、同国の国歌『星条旗』独唱はホイットニー・ヒューストンによって行なわれた。
この年以降、ビルズは1994年の第28回スーパーボウルまで4年連続でスーパーボウルに出場するが全て敗れており、結果的にこの試合がビルズのスーパーボウル4連敗の始まりとなった。

## 背景
1987年5月20日に行なわれたNFLオーナー会議で、第25回スーパーボウルがタンパで開催されることが決定した。タンパでスーパーボウルが開催されるのは1984年1月22日の第18回スーパーボウル以来、2度目のことであった。

### ニューヨーク・ジャイアンツ
1990年のジャイアンツの戦術は、ヘッドコーチのビル・パーセルズが掲げたパワーフットボールであった。ジャイアンツのディフェンスはトータルディフェンスでリーグ2位の4392ヤードしか相手に許さず、失点はリーグ最少であった。プロボウルにエリック・ハワード(DE)、ペッパー・ジョンソン(LB)、ローレンス・テイラー(LB)を送り出し、オフシーズンにダラス・カウボーイズから加入したエバーソン・ウォールズは6インターセプトをマークした。オフェンスは獲得ヤードで17位、得点で13位であったが、時間を上手に使うボールコントロールオフェンスで相手オフェンスに攻撃時間を与えなかった。またレギュラーシーズン16試合でわずか14回のターンオーバーしかせず、これはNFL記録となった。チームオフェンスの成功の鍵はオフェンシブラインマンのバート・オーツとウィリアム・ロバーツ（ジャイアンツオフェンス陣の中からこの年唯一プロボウルに選ばれた）であった。リターナーのデイブ・メゲットはシーズントップの467ヤードのパントリターン及びキックオフリターンで492ヤード、ランで164ヤード、パスレシーブ39回で410ヤードを稼いだ。
チームは開幕10連勝した後、同地区のライバルフィラデルフィア・イーグルスに13-31、マンデーナイトフットボールでサンフランシスコ・フォーティナイナーズに3-7、バッファロー・ビルズに13-17と4試合中3試合を落とした。またビルズ戦では、エースQBのフィル・シムズが足を骨折してシーズン絶望となってしまった。控えQBのジェフ・ホステトラーは7シーズンでわずか2試合しか先発出場したことはなかったが、限られたプレイタイムでパス能力、スクランブル能力を見せていた。最後の2試合でチームは連勝し、13勝3敗でレギュラーシーズンを終えた。

### バッファロー・ビルズ
ビルズはタレントぞろいで、プロボウルには9人の選手が選出された。DEのブルース・スミスは19サックを記録し、この年のNFL最優秀守備選手賞に選ばれた。彼の後ろに控えるLBダリル・タリー、 シェーン・コンラン、 コーネリアス・ベネットやスペシャルチームのスティーブ・タスカーもプロボウルに選ばれた。
しかし、ディフェンス以上に注目を集めたのはオフェンスである。ジャイアンツの時間をたっぷり使うボールコントロールオフェンスとは正反対のノーハドルオフェンスはハイパーオフェンスと呼ばれ、非常に短い時間で得点をあげた。オフェンスコーディネーターのテッド・マーチブローダが導入したこのシステムは毎プレイごとにハドルを組まず、QBジム・ケリーは素早いコールで、ディフェンスに次のプレイを読ませることなく攻撃を率いた。ケリーはレギュラーシーズンでNFLトップのQBレイティング101.2、パス獲得2829ヤードで24タッチダウン、わずか9回のインターセプトの記録を残した。彼の主なターゲットは71回のキャッチで945ヤード、8タッチダウンを記録したアンドレ・リードと35回のキャッチで712ヤード（平均20.3ヤード）を稼いだジェームス・ロフトンであった。TEキース・マッケラーも34回のキャッチで464ヤード、5タッチダウン、プロボウルに選ばれたRBサーマン・トーマスは1297ヤードを走り49回のキャッチで532ヤードを稼ぎ、13回のタッチダウンをあげた。トーマスはこの年のNFLオールパーパスヤードトップとなった。またオフェンシブラインはオールプロのCケント・ハルと、プロボウルGウィル・ウルフォードによって支えられた。
ジャイアンツ戦でひざを負傷したケリーは最後の2試合を欠場したが、フランク・ライクが代役を務め、チームは13勝3敗でレギュラーシーズンを終えた。

### プレーオフ
ジャイアンツは、ディビジョナルプレーオフのシカゴ・ベアーズ戦でホステトラーが17回しかパスを投げなかったものの2タッチダウンパス、ターンオーバー0回、ホステトラーの43ヤードタッチダウンランを含む194ヤードをランで稼ぎ31-3と勝利したが、この試合でルーキーRBでチーム2位の455ヤードをランで獲得していたロドニー・ハンプトンを足の骨折で失った。ジャイアンツは続くNFCチャンピオンシップゲームで、シーズンをNFLベストの14勝2敗で終えてスーパーボウル3連覇を目指すサンフランシスコ・フォーティナイナーズと対戦した。ナイナーズはディフェンスに後に殿堂入りするロニー・ロット、NFCトップのサック数を記録したチャールズ・ヘイリー、NFCベストオフェンスと見られていた後に殿堂入りするジョー・モンタナ、ジェリー・ライスに率いられていたが、ジャイアンツは相手にタッチダウン1回（ジョン・テイラーへの61ヤードタッチダウンパス）しか許さず、第4Qにはレナード・マーシャルがモンタナをサックして退場に追い込んだ。ジャイアンツは9-13とリードを許していたが、パントフェイクでゲイリー・リーズンズが30ヤードを走り、4本目のFGを決めて12-13と1点差に詰め寄った。モンタナと交代したスティーブ・ヤングは時間を消費して逃げ切ろうとしたが、RBロジャー・クレイグがボールをファンブル、ローレンス・テイラーがボールをリカバーした。2分36秒残った試合時間で、ジャイアンツは5プレイ後にマット・バーがこの日5本目となるFGを決めて15-13と逆転勝利し、スーパーボウルへ進出した。ビル・パーセルズは、2013年にプロフットボール殿堂入りした際のスピーチで、この勝利がキャリアの中で最も満足した勝利であったと語った。
一方のビルズは、プレーオフに入りケリーが復帰した。ディビジョナルプレーオフのマイアミ・ドルフィンズ戦は一時は20-3とリードしたが、ダン・マリーノの活躍で30-27と詰め寄られた。ビルズはその直後の攻撃でトーマスの5ヤードのタッチダウンラン、さらにキックオフをファンブルしたドルフィンズのミスを突いてリードへの26ヤードのタッチダウンパスが決まり、44-34で勝利した。この試合でケリーはパス獲得336ヤード、3タッチダウンパスを投げた。リードが123ヤード、2タッチダウンレシーブ、ロフトンが7回のキャッチで149ヤード、1タッチダウンを記録した。トーマスは32回のキャリーで117ヤードを走り2タッチダウン、パスキャッチも3回38ヤードであった。
AFCチャンピオンシップゲームでは、ロサンゼルス・レイダースを51-3で破った。これは同ゲーム史上最も大差での勝利であった。レイダースはこの試合に1週間前のシンシナティ・ベンガルズ戦で負傷しNFLからの引退を余儀なくされたボー・ジャクソンを欠き、QBのジェイ・シュローダーは5回のインターセプトを喫した。ビルズのオフェンスは前半だけで41得点をあげるプレーオフ新記録をマークした。ケリーは23回中17本のパスを通し300ヤード、2タッチダウンパス（いずれもロフトンへ）、トーマスはランで138ヤード、レシーブで61ヤードを稼いだ。また控えRBのケネス・デービスも、プレーオフタイ記録となる3タッチダウンをあげた。

### 試合前のニュースと話題
プレーオフ2試合で95得点を獲得したビルズのハイパーオフェンスを、ジャイアンツのディフェンス陣は止めることができないであろう、と多くの者は予想した。NFCチャンピオンシップゲームで、1タッチダウンもあげることができなかったジャイアンツのオフェンス能力に対しても疑問が持たれた。また、レギュラーシーズン第15週にジャイアンツ・スタジアムで行なわれた対戦でも17-13でビルズが勝利していたこともあり、下馬評ではビルズが圧倒的に有利と見られていた。
タンパ・スタジアムの周囲には湾岸戦争に絡んだテロに対する厳戒態勢が敷かれ、スタジアムの上部には連邦捜査局（FBI）の狙撃チームが配置され、上空をUH-60 ブラックホークが飛び交った。当時のアメリカ合衆国大統領ジョージ・H・W・ブッシュは「誰も我々の生活を変えることはできない」と声明を出した。
この大会より、各選手は第25回スーパーボウルのロゴが入ったジャージでプレイした。この習慣は第32回スーパーボウルまでは再び行なわれなかった。フィールドの中央には、これまでの大会と異なり第25回スーパーボウルのロゴが書かれ、それまでフィールド中央に書かれていたNFLのロゴは2つの35ヤード地点に場所を変えた。

## 試合経過
| \| 開始 \| 開始 \| 開始 \| ボール保持 \| ドライブ \| ドライブ \| TOP \| 結果 \| 得点内容 \| 得点内容 \| 得点内容 \| 得点 \| 得点 \| \| Q \| 時間 \| 地点 \| ボール保持 \| P \| yd \| TOP \| 結果 \| yd \| 得点者 \| PAT \| ビルズ \| ジャイアンツ \| \| ------------------------------------------------------------------------------------------------------------------------------- \| ------------------------------------------------------------------------------------------------------------------------------- \| ------------------------------------------------------------------------------------------------------------------------------- \| ------------------------------------------------------------------------------------------------------------------------------- \| ------------------------------------------------------------------------------------------------------------------------------- \| ------------------------------------------------------------------------------------------------------------------------------- \| ------------------------------------------------------------------------------------------------------------------------------- \| ------------------------------------------------------------------------------------------------------------------------------- \| ------------------------------------------------------------------------------------------------------------------------------- \| ------------------------------------------------------------------------------------------------------------------------------- \| ------------------------------------------------------------------------------------------------------------------------------- \| ------ \| ------------ \| \| 1 \| 15:00 \| 自陣34 \| ビルズ \| 3 \| 9 \| 1:21 \| パント \| — \| — \| — \| — \| — \| \| 1 \| 13:29 \| 自陣31 \| ジャイアンツ \| 11 \| 58 \| 6:15 \| フィールドゴール成功 \| 28 \| Bahr \| — \| 0 \| 3 \| \| 1 \| 7:14 \| 自陣29 \| ビルズ \| 6 \| 66 \| 1:23 \| フィールドゴール成功 \| 23 \| Norwood \| — \| 3 \| 3 \| \| 1 \| 5:51 \| 自陣20 \| ジャイアンツ \| 7 \| 34 \| 3:54 \| パント \| — \| — \| — \| — \| — \| \| 1-2 \| 1:57 \| 自陣20 \| ビルズ \| 12 \| 80 \| 4:27 \| タッチダウン（ラン） \| 1 \| D.Smith \| キック成功 \| 10 \| 3 \| \| 2 \| 12:30 \| 自陣32 \| ジャイアンツ \| 3 \| 4 \| 1:38 \| パント \| — \| — \| — \| — \| — \| \| 2 \| 10:52 \| 自陣27 \| ビルズ \| 4 \| 23 \| 1:14 \| パント \| — \| — \| — \| — \| — \| \| 2 \| 9:38 \| 自陣7 \| ジャイアンツ \| 3 \| -7 \| 1:11 \| セイフティ \| — \| — \| — \| 12 \| 3 \| \| 2 \| 8:27 \| 自陣30 \| ビルズ \| 3 \| 0 \| 0:34 \| パント \| — \| — \| — \| — \| — \| \| 2 \| 7:53 \| 自陣23 \| ジャイアンツ \| 3 \| 7 \| 1:34 \| パント \| — \| — \| — \| — \| — \| \| 2 \| 6:19 \| 自陣16 \| ビルズ \| 7 \| 40 \| 2:30 \| パント \| — \| — \| — \| — \| — \| \| 2 \| 3:49 \| 自陣13 \| ジャイアンツ \| 10 \| 87 \| 3:24 \| タッチダウン（パス） \| 14 \| Hostetler→Baker \| キック成功 \| 12 \| 10 \| \| 2 \| 0:25 \| 自陣13 \| ビルズ \| 1 \| -1 \| 0:25 \| 前半終了 \| — \| — \| — \| — \| — \| \| 前半終了 \| \| \| \| \| \| \| \| \| \| \| \| \| \| 3 \| 15:00 \| 自陣25 \| ジャイアンツ \| 14 \| 75 \| 9:29 \| タッチダウン（ラン） \| 1 \| Anderson \| キック成功 \| 12 \| 17 \| \| 3 \| 5:31 \| 自陣40 \| ビルズ \| 5 \| -2 \| 1:49 \| パント \| — \| — \| — \| — \| — \| \| 3 \| 3:42 \| 自陣42 \| ジャイアンツ \| 4 \| 23 \| 2:23 \| 第4ダウン失敗 \| — \| — \| — \| — \| — \| \| 3-4 \| 1:19 \| 自陣37 \| ビルズ \| 4 \| 63 \| 1:27 \| タッチダウン（ラン） \| 31 \| T.トーマス \| キック成功 \| 19 \| 17 \| \| 4 \| 14:52 \| 自陣23 \| ジャイアンツ \| 14 \| 74 \| 7:32 \| フィールドゴール成功 \| 21 \| Bahr \| — \| 19 \| 20 \| \| 4 \| 7:20 \| 自陣20 \| ビルズ \| 5 \| 21 \| 1:55 \| パント \| — \| — \| — \| — \| — \| \| 4 \| 5:25 \| 自陣30 \| ジャイアンツ \| 5 \| 22 \| 3:09 \| パント \| — \| — \| — \| — \| — \| \| 4 \| 2:16 \| 自陣10 \| ビルズ \| 8 \| 61 \| 2:12 \| 47ydフィールドゴール失敗 \| — \| — \| — \| — \| — \| \| 4 \| 0:04 \| 自陣29 \| ジャイアンツ \| 1 \| -1 \| 0:04 \| 試合終了 \| — \| — \| — \| — \| — \| \| P=プレー数、TOP=タイム・オブ・ポゼッション、PAT=ポイント・アフター・タッチダウン。 アメリカンフットボールの用語集 (en) も参照。 \| P=プレー数、TOP=タイム・オブ・ポゼッション、PAT=ポイント・アフター・タッチダウン。 アメリカンフットボールの用語集 (en) も参照。 \| P=プレー数、TOP=タイム・オブ・ポゼッション、PAT=ポイント・アフター・タッチダウン。 アメリカンフットボールの用語集 (en) も参照。 \| P=プレー数、TOP=タイム・オブ・ポゼッション、PAT=ポイント・アフター・タッチダウン。 アメリカンフットボールの用語集 (en) も参照。 \| P=プレー数、TOP=タイム・オブ・ポゼッション、PAT=ポイント・アフター・タッチダウン。 アメリカンフットボールの用語集 (en) も参照。 \| P=プレー数、TOP=タイム・オブ・ポゼッション、PAT=ポイント・アフター・タッチダウン。 アメリカンフットボールの用語集 (en) も参照。 \| P=プレー数、TOP=タイム・オブ・ポゼッション、PAT=ポイント・アフター・タッチダウン。 アメリカンフットボールの用語集 (en) も参照。 \| P=プレー数、TOP=タイム・オブ・ポゼッション、PAT=ポイント・アフター・タッチダウン。 アメリカンフットボールの用語集 (en) も参照。 \| P=プレー数、TOP=タイム・オブ・ポゼッション、PAT=ポイント・アフター・タッチダウン。 アメリカンフットボールの用語集 (en) も参照。 \| P=プレー数、TOP=タイム・オブ・ポゼッション、PAT=ポイント・アフター・タッチダウン。 アメリカンフットボールの用語集 (en) も参照。 \| P=プレー数、TOP=タイム・オブ・ポゼッション、PAT=ポイント・アフター・タッチダウン。 アメリカンフットボールの用語集 (en) も参照。 \| 19 \| 20 \| | | | | | | | | | | |        |              |
| 開始 | 開始 | 開始 | ボール保持 | ドライブ | ドライブ | TOP | 結果 | 得点内容 | 得点内容 | 得点内容 | 得点   | 得点         |
| Q | 時間 | 地点 | ボール保持 | P | yd | TOP | 結果 | yd | 得点者 | PAT | ビルズ | ジャイアンツ |
| 1 | 15:00 | 自陣34 | ビルズ | 3 | 9 | 1:21 | パント | — | — | — | —      | —            |
| 1 | 13:29 | 自陣31 | ジャイアンツ | 11 | 58 | 6:15 | フィールドゴール成功 | 28 | Bahr | — | 0      | 3            |
| 1 | 7:14 | 自陣29 | ビルズ | 6 | 66 | 1:23 | フィールドゴール成功 | 23 | Norwood | — | 3      | 3            |
| 1 | 5:51 | 自陣20 | ジャイアンツ | 7 | 34 | 3:54 | パント | — | — | — | —      | —            |
| 1-2 | 1:57 | 自陣20 | ビルズ | 12 | 80 | 4:27 | タッチダウン（ラン） | 1 | D.Smith | キック成功 | 10     | 3            |
| 2 | 12:30 | 自陣32 | ジャイアンツ | 3 | 4 | 1:38 | パント | — | — | — | —      | —            |
| 2 | 10:52 | 自陣27 | ビルズ | 4 | 23 | 1:14 | パント | — | — | — | —      | —            |
| 2 | 9:38 | 自陣7 | ジャイアンツ | 3 | -7 | 1:11 | セイフティ | — | — | — | 12     | 3            |
| 2 | 8:27 | 自陣30 | ビルズ | 3 | 0 | 0:34 | パント | — | — | — | —      | —            |
| 2 | 7:53 | 自陣23 | ジャイアンツ | 3 | 7 | 1:34 | パント | — | — | — | —      | —            |
| 2 | 6:19 | 自陣16 | ビルズ | 7 | 40 | 2:30 | パント | — | — | — | —      | —            |
| 2 | 3:49 | 自陣13 | ジャイアンツ | 10 | 87 | 3:24 | タッチダウン（パス） | 14 | Hostetler→Baker | キック成功 | 12     | 10           |
| 2 | 0:25 | 自陣13 | ビルズ | 1 | -1 | 0:25 | 前半終了 | — | — | — | —      | —            |
| 前半終了 | | | | | | | | | | |        |              |
| 3 | 15:00 | 自陣25 | ジャイアンツ | 14 | 75 | 9:29 | タッチダウン（ラン） | 1 | Anderson | キック成功 | 12     | 17           |
| 3 | 5:31 | 自陣40 | ビルズ | 5 | -2 | 1:49 | パント | — | — | — | —      | —            |
| 3 | 3:42 | 自陣42 | ジャイアンツ | 4 | 23 | 2:23 | 第4ダウン失敗 | — | — | — | —      | —            |
| 3-4 | 1:19 | 自陣37 | ビルズ | 4 | 63 | 1:27 | タッチダウン（ラン） | 31 | T.トーマス | キック成功 | 19     | 17           |
| 4 | 14:52 | 自陣23 | ジャイアンツ | 14 | 74 | 7:32 | フィールドゴール成功 | 21 | Bahr | — | 19     | 20           |
| 4 | 7:20 | 自陣20 | ビルズ | 5 | 21 | 1:55 | パント | — | — | — | —      | —            |
| 4 | 5:25 | 自陣30 | ジャイアンツ | 5 | 22 | 3:09 | パント | — | — | — | —      | —            |
| 4 | 2:16 | 自陣10 | ビルズ | 8 | 61 | 2:12 | 47ydフィールドゴール失敗 | — | — | — | —      | —            |
| 4 | 0:04 | 自陣29 | ジャイアンツ | 1 | -1 | 0:04 | 試合終了 | — | — | — | —      | —            |
| P=プレー数、TOP=タイム・オブ・ポゼッション、PAT=ポイント・アフター・タッチダウン。 アメリカンフットボールの用語集 (en) も参照。 | P=プレー数、TOP=タイム・オブ・ポゼッション、PAT=ポイント・アフター・タッチダウン。 アメリカンフットボールの用語集 (en) も参照。 | P=プレー数、TOP=タイム・オブ・ポゼッション、PAT=ポイント・アフター・タッチダウン。 アメリカンフットボールの用語集 (en) も参照。 | P=プレー数、TOP=タイム・オブ・ポゼッション、PAT=ポイント・アフター・タッチダウン。 アメリカンフットボールの用語集 (en) も参照。 | P=プレー数、TOP=タイム・オブ・ポゼッション、PAT=ポイント・アフター・タッチダウン。 アメリカンフットボールの用語集 (en) も参照。 | P=プレー数、TOP=タイム・オブ・ポゼッション、PAT=ポイント・アフター・タッチダウン。 アメリカンフットボールの用語集 (en) も参照。 | P=プレー数、TOP=タイム・オブ・ポゼッション、PAT=ポイント・アフター・タッチダウン。 アメリカンフットボールの用語集 (en) も参照。 | P=プレー数、TOP=タイム・オブ・ポゼッション、PAT=ポイント・アフター・タッチダウン。 アメリカンフットボールの用語集 (en) も参照。 | P=プレー数、TOP=タイム・オブ・ポゼッション、PAT=ポイント・アフター・タッチダウン。 アメリカンフットボールの用語集 (en) も参照。 | P=プレー数、TOP=タイム・オブ・ポゼッション、PAT=ポイント・アフター・タッチダウン。 アメリカンフットボールの用語集 (en) も参照。 | P=プレー数、TOP=タイム・オブ・ポゼッション、PAT=ポイント・アフター・タッチダウン。 アメリカンフットボールの用語集 (en) も参照。 | 19     | 20           |

ビルズのノーハドルオフェンスに対抗するため、ジャイアンツはアンダーソンのパワーラン、QBのロールアウト、ブーツレッグ、プレイアクションパスフェイクを用いてボールコントロールを行い、相手に攻撃時間を与えない作戦を立てた。ジャイアンツはスーパーボウル記録となる40分33秒ボールを保持し、後半30分のうち22分間ボールをキープした。またディフェンスでも控えのディフェンスバックも利用して、ビルズの攻撃に対抗した。
ビルズの最初の攻撃がパントに終わると、ジャイアンツは10プレイ（ラン5回、パス5回）で6分15秒をかけて58ヤードを前進し、マット・バーの28ヤードのFGで3-0と先制した。その後ビルズは1分23秒で5プレイ66ヤード（ケリーからロフトンへの61ヤードのパスを含む）を前進し、スコット・ノーウッドのFGで3-3の同点とした。続くジャイアンツの攻撃がパントに終わると、ビルズの攻撃陣は4分27秒をかけて12プレイ（3rdダウンになることなく）で80ヤードを前進した。ケリーはこのドライブで6本のパス（このうち4本はリードへのパス）を連続して成功させ、最後はRBドン・スミスが1ヤードを走ってタッチダウンをあげ、10-3とビルズがリードした。スミスのボールキャリーはこの試合この1回のみであり、また彼はこの試合を最後に引退した。リードが第1Qに記録したパスレシーブ5回はスーパーボウルの1Qにおける最多パスレシーブ回数記録となった。
その後ビルズのパントにより、ジャイアンツは自陣7ヤード地点からの攻撃となった。このシリーズでブルース・スミスがホステトラーをエンドゾーンでサックしてセイフティとなり、ビルズは12-3とリードを拡げた。このプレイではスミスがホステトラーにボールをファンブルさせる可能性もあったが、ホステトラーは必死に右手でボールを掴んでタッチダウンを許さなかった。
続くビルズの攻撃は絶好のフィールドポジションから始まったが、結局パントに終わる。前半残り3分43秒、自陣13ヤードからの攻撃となったジャイアンツは時間をじっくりと消費して前進。前半残り25秒でホステトラーがスティーブン・ベイカーへの14ヤードのタッチダウンパスを決め、ジャイアンツは10-12と2点差に詰め寄って前半終了となった。
後半、ジャイアンツは最初の攻撃で14プレイをかけて75ヤードを前進、最後はオーティス・アンダーソンの1ヤードランで17-12とビルズを逆転した。この攻撃は9分29秒をかけて行なわれ、スーパーボウル記録となった（後に第42回スーパーボウルでジャイアンツはこの記録を更新した）。このドライブでは4回の3rdダウンコンバージョンがあり、1回は3rdダウン・残り13ヤードのシチュエーションでマーク・イングラムへの14ヤードのパスが決まり、ファーストダウンを更新した。
その後ビルズの攻撃がパントに終わった後、ジャイアンツは敵陣35ヤードまで前進し4thダウン2ヤードでギャンブルを行なったが、アンダーソンがブルース・スミスに止められてビルズに攻撃権が移った。ビルズはわずか4プレイで63ヤードを前進、最後は第4Qに入って最初のプレイとなったトーマスの31ヤードランで19-17と再逆転した。トーマスのこの得点はスーパーボウル史上1000点目となった。
味方のオフェンスが短い時間で得点をあげたため、ビルズのディフェンス陣は休む間もなく再びフィールドに戻った。この後、ジャイアンツの攻撃をビルズは止めることができず、ジャイアンツは7分32秒の時間を費やして14プレイで74ヤード前進し、3rdダウンでのホステトラーからのパスはコーネリアス・ベネットがブロックしたが、4thダウンでマット・バーがこの日2本目となるFGを決め、20-19とジャイアンツが再び逆転を果たした。
その後、ビルズの攻撃は自陣41ヤード地点までしか進めずパントとなる。直後のジャイアンツの攻撃もパントに終わるが、ボールコントロールオフェンスで時間をじっくり使った結果、再びヒルズに攻撃権が移った段階で残り時間2分16秒、攻撃は自陣10ヤード地点からというシチュエーションであった。そこからケリーはスクランブル、ショートパス、トーマスのランなどでボールを残り8秒で敵陣29ヤードまで前進させた。ここでKスコット・ノーウッドが47ヤードのFGを狙ったが、大きく右に外れて試合終了。ジャイアンツが1点差で試合をものにした。
ジム・ケリーは30回中18本のパスを成功し212ヤード獲得、インターセプト0、また6回のランで23ヤードを走った。ホステトラーは32回中20本のパスを成功し222ヤード獲得、タッチダウンパス1本、10ヤードを走った。デイブ・メゲットはランで48ヤード、パスで18ヤード、パントリターンで37ヤード、キックオフリターンで26ヤードと合計129ヤードを走った。オーティス・アンダーソンは102ヤードを走り、他にパス1回キャッチで7ヤードを稼いだ。サーマン・トーマスはランで135ヤード、5回のパスキャッチで55ヤード、合計190ヤードを走った。トーマスのラン獲得135ヤードはスーパーボウルに敗戦したチームのランニングバックとしては新記録であった。スーパーボウルで100ヤード以上ランで獲得したランニングバックが現われたのは第3回スーパーボウルでのニューヨーク・ジェッツのマット・スネル、ボルチモア・コルツのトム・マット以来であった。ジャイアンツのディフェンシブコーディネーターのビル・ベリチックが書いたこの試合のディフェンスのゲームプランは、プロフットボール殿堂入りを果たした。
この試合でパーセルズの下でアシスタントコーチを務めたベリチックはクリーブランド・ブラウンズのヘッドコーチに、トム・コフリンはボストン・カレッジのヘッドコーチに就任した。その後ベリチックはニューイングランド・ペイトリオッツのヘッドコーチとなり現在に至っている。またコフリンはジャクソンビル・ジャガーズの初代ヘッドコーチを経て、ニューヨーク・ジャイアンツのヘッドコーチとなった。パーセルズは2度目となったスーパーボウル優勝直後にチームを離れ、その後ペイトリオッツを第31回スーパーボウルに導き、ニューヨーク・ジェッツ、ダラス・カウボーイズでヘッドコーチを務め、マイアミ・ドルフィンズのフロントにも入った。ベリチックとコフリンは、ヘッドコーチとして2008年2月3日の第42回スーパーボウルと2012年2月5日の第46回スーパーボウルで対戦し、2回ともコフリン率いるニューヨーク・ジャイアンツがベリチック率いるニューイングランド・ペイトリオッツに勝利している。

### スターティングラインアップ
| バッファロー・ビルズ                     | ポジション | ニューヨーク・ジャイアンツ              |
| ---------------------------------------- | ---------- | --------------------------------------- |
| オフェンス                               |            |                                         |
| ジェームズ・ロフトン James Lofton        | WR         | マーク・イングラム Mark Ingram          |
| ウィル・ウルフォード Will Wolford        | LT         | ジャンボ・エリオット Jumbo Elliott      |
| ジム・リッチャー Jim Ritcher             | LG         | ウィリアム・ロバーツ William Roberts    |
| ケント・ハル Kent Hull                   | C          | バート・オーツ Bart Oates               |
| ジョン・デービス John Davis              | RG         | エリック・ムーア Eric Moore             |
| ハワード・バラード Howard Ballard        | RT         | ダグ・リーセンバーグ Doug Riesenberg    |
| キース・マッケラー Keith McKeller        | TE         | マーク・ババーロ Mark Bavaro            |
| アンドレ・リード Andre Reed              | WR         | スティーブン・ベイカー Stephen Baker    |
| ジム・ケリー Jim Kelly                   | QB         | ジェフ・ホステトラー Jeff Hostetler     |
| サーマン・トーマス Thurman Thomas        | RB         | オーティス・アンダーソン Ottis Anderson |
| ジェイミー・ミュラー Jamie Mueller       | RB         | モーリス・カーソン Maurice Carthon      |
| ディフェンス                             |            |                                         |
| レオン・シールズ Leon Seals              | LE         | エリック・ドーシー Eric Dorsey          |
| ジェフ・ライト Jeff Wright               | NT         | エリック・ハワード Erik Howard          |
| ブルース・スミス Bruce Smith             | RE         | レナード・マーシャル Leonard Marshall   |
| コーネリアス・ベネット Cornelius Bennett | LOLB       | カール・バンクス Carl Banks             |
| シェーン・コンラン Shane Conlan          | LILB       | スティーブ・デオシー Steve DeOssie      |
| レイ・ベントリー Ray Bentley             | RILB       | ペッパー・ジョンソン Pepper Johnson     |
| ダリル・タリー Darryl Talley             | ROLB       | ローレンス・テイラー Lawrence Taylor    |
| カービー・ジャクソン Kirby Jackson       | LCB        | マーク・コリンズ Mark Collins           |
| ネイト・オドムス Nate Odomes             | RCB        | エバーソン・ウォールズ Everson Walls    |
| レナード・スミス Leonard Smith           | SS         | グレッグ・ジャクソン Greg Jackson       |
| マーク・ケルソー Mark Kelso              | FS         | マイロン・ガイトン Myron Guyton         |
| スペシャルチーム                         |            |                                         |
| スコット・ノーウッド Scott Norwood       | K          | マット・バー Matt Bahr                  |
| リック・テューテン Rick Tuten            | P          | ショーン・ランデタ Sean Landeta         |
| ヘッドコーチ                             |            |                                         |
| マーブ・リービー Marv Levy               |            | ビル・パーセルズ Bill Prcells           |

## トーナメント表
|  | |                                         |                                         |                        |                        |                                              |                                              |                                              |                            |                            |                            |                                      |                                      |                                      |  |  |  |  |
|  | 1991年1月6日 リバーフロント・スタジアム | 1991年1月6日 リバーフロント・スタジアム | 1991年1月6日 リバーフロント・スタジアム |                        |                        | 1月13日 ロサンゼルス・メモリアル・コロシアム | 1月13日 ロサンゼルス・メモリアル・コロシアム | 1月13日 ロサンゼルス・メモリアル・コロシアム |                            |                            |                            |                                      |                                      |                                      |  |  |  |  |
|  | 1991年1月6日 リバーフロント・スタジアム | 1991年1月6日 リバーフロント・スタジアム | 1991年1月6日 リバーフロント・スタジアム |                        |                        | 1月13日 ロサンゼルス・メモリアル・コロシアム | 1月13日 ロサンゼルス・メモリアル・コロシアム | 1月13日 ロサンゼルス・メモリアル・コロシアム |                            |                            |                            |                                      |                                      |                                      |  |  |  |  |
|  | 1991年1月6日 リバーフロント・スタジアム | 1991年1月6日 リバーフロント・スタジアム | 1991年1月6日 リバーフロント・スタジアム |                        |                        | 1月13日 ロサンゼルス・メモリアル・コロシアム | 1月13日 ロサンゼルス・メモリアル・コロシアム | 1月13日 ロサンゼルス・メモリアル・コロシアム |                            |                            |                            |                                      |                                      |                                      |  |  |  |  |
|  | 1991年1月6日 リバーフロント・スタジアム | 1991年1月6日 リバーフロント・スタジアム | 1991年1月6日 リバーフロント・スタジアム |                        |                        | 1月13日 ロサンゼルス・メモリアル・コロシアム | 1月13日 ロサンゼルス・メモリアル・コロシアム | 1月13日 ロサンゼルス・メモリアル・コロシアム |                            |                            |                            |                                      |                                      |                                      |  |  |  |  |
|  | 6 | オイラーズ                              | 14                                      |                        |                        | 1月13日 ロサンゼルス・メモリアル・コロシアム | 1月13日 ロサンゼルス・メモリアル・コロシアム | 1月13日 ロサンゼルス・メモリアル・コロシアム |                            |                            |                            |                                      |                                      |                                      |  |  |  |  |
|  | 6 | オイラーズ                              | 14                                      | 3                      | ベンガルズ             | 10                                           |                                              |                                              |                            |                            |                            |                                      |                                      |                                      |  |  |  |  |
|  | 3 | ベンガルズ                              | 41                                      | 3                      | ベンガルズ             | 10                                           |                                              |                                              | 1月20日 リッチ・スタジアム | 1月20日 リッチ・スタジアム | 1月20日 リッチ・スタジアム |                                      |                                      |                                      |  |  |  |  |
|  | 3 | ベンガルズ                              | 41                                      | 2                      | レイダース             | 20                                           |                                              |                                              | 1月20日 リッチ・スタジアム | 1月20日 リッチ・スタジアム | 1月20日 リッチ・スタジアム |                                      |                                      |                                      |  |  |  |  |
|  | |                                         |                                         | 2                      | レイダース             | 20                                           |                                              |                                              | 1月20日 リッチ・スタジアム | 1月20日 リッチ・スタジアム | 1月20日 リッチ・スタジアム |                                      |                                      |                                      |  |  |  |  |
|  | AFC |                                         |                                         |                        |                        |                                              |                                              |                                              | 1月20日 リッチ・スタジアム | 1月20日 リッチ・スタジアム | 1月20日 リッチ・スタジアム |                                      |                                      |                                      |  |  |  |  |
|  | 1991年1月5日 ジョー・ロビー・スタジアム | 1991年1月5日 ジョー・ロビー・スタジアム | 1991年1月5日 ジョー・ロビー・スタジアム | 2                      | レイダース             | 3                                            |                                              |                                              |                            |                            |                            |                                      |                                      |                                      |  |  |  |  |
|  | 1991年1月5日 ジョー・ロビー・スタジアム | 1991年1月5日 ジョー・ロビー・スタジアム | 1991年1月5日 ジョー・ロビー・スタジアム | 2                      | レイダース             | 3                                            | 1月12日 リッチ・スタジアム                   |                                              |                            |                            |                            |                                      |                                      |                                      |  |  |  |  |
|  | 1991年1月5日 ジョー・ロビー・スタジアム | 1991年1月5日 ジョー・ロビー・スタジアム | 1991年1月5日 ジョー・ロビー・スタジアム |                        | 1                      | ビルズ                                       | 51                                           |                                              |                            |                            |                            |                                      |                                      |                                      |  |  |  |  |
|  | 1991年1月5日 ジョー・ロビー・スタジアム | 1991年1月5日 ジョー・ロビー・スタジアム | 1991年1月5日 ジョー・ロビー・スタジアム |                        | 1                      | ビルズ                                       | 51                                           |                                              |                            |                            |                            |                                      |                                      |                                      |  |  |  |  |
|  | 5 | チーフス                                | 16                                      | AFC チャンピオンシップ | AFC チャンピオンシップ | AFC チャンピオンシップ                       |                                              |                                              |                            |                            |                            |                                      |                                      |                                      |  |  |  |  |
|  | 5 | チーフス                                | 16                                      | AFC チャンピオンシップ | AFC チャンピオンシップ | AFC チャンピオンシップ                       | 4                                            | ドルフィンズ                                 | 34                         |                            |                            |                                      |                                      |                                      |  |  |  |  |
|  | 4 | ドルフィンズ                            | 17                                      | AFC チャンピオンシップ | AFC チャンピオンシップ | AFC チャンピオンシップ                       | 4                                            | ドルフィンズ                                 | 34                         |                            |                            | 1月27日 タンパ・スタジアム           | 1月27日 タンパ・スタジアム           | 1月27日 タンパ・スタジアム           |  |  |  |  |
|  | 4 | ドルフィンズ                            | 17                                      | AFC チャンピオンシップ | AFC チャンピオンシップ | AFC チャンピオンシップ                       | 1                                            | ビルズ                                       | 44                         |                            |                            | 1月27日 タンパ・スタジアム           | 1月27日 タンパ・スタジアム           | 1月27日 タンパ・スタジアム           |  |  |  |  |
|  | ワイルドカード・プレーオフ |                                         |                                         |                        |                        |                                              | 1                                            | ビルズ                                       | 44                         |                            |                            | 1月27日 タンパ・スタジアム           | 1月27日 タンパ・スタジアム           | 1月27日 タンパ・スタジアム           |  |  |  |  |
|  | ディビジョナル・プレーオフ |                                         |                                         |                        |                        |                                              |                                              |                                              |                            |                            |                            | 1月27日 タンパ・スタジアム           | 1月27日 タンパ・スタジアム           | 1月27日 タンパ・スタジアム           |  |  |  |  |
|  | 1991年1月6日 ソルジャー・フィールド | 1991年1月6日 ソルジャー・フィールド     | 1991年1月6日 ソルジャー・フィールド     | A1                     | ビルズ                 | 19                                           |                                              |                                              |                            |                            |                            |                                      |                                      |                                      |  |  |  |  |
|  | 1991年1月6日 ソルジャー・フィールド | 1991年1月6日 ソルジャー・フィールド     | 1991年1月6日 ソルジャー・フィールド     | A1                     | ビルズ                 | 19                                           | 1月13日 ジャイアンツ・スタジアム             |                                              |                            |                            |                            |                                      |                                      |                                      |  |  |  |  |
|  | 1991年1月6日 ソルジャー・フィールド | 1991年1月6日 ソルジャー・フィールド     | 1991年1月6日 ソルジャー・フィールド     |                        | N2                     | ジャイアンツ                                 | 20                                           |                                              |                            |                            |                            |                                      |                                      |                                      |  |  |  |  |
|  | 1991年1月6日 ソルジャー・フィールド | 1991年1月6日 ソルジャー・フィールド     | 1991年1月6日 ソルジャー・フィールド     |                        | N2                     | ジャイアンツ                                 | 20                                           |                                              |                            |                            |                            |                                      |                                      |                                      |  |  |  |  |
|  | 6 | セインツ                                | 6                                       | 第25回スーパーボウル   | 第25回スーパーボウル   | 第25回スーパーボウル                         |                                              |                                              |                            |                            |                            |                                      |                                      |                                      |  |  |  |  |
|  | 6 | セインツ                                | 6                                       | 第25回スーパーボウル   | 第25回スーパーボウル   | 第25回スーパーボウル                         | 3                                            | ベアーズ                                     | 3                          |                            |                            |                                      |                                      |                                      |  |  |  |  |
|  | 3 | ベアーズ                                | 16                                      | 第25回スーパーボウル   | 第25回スーパーボウル   | 第25回スーパーボウル                         | 3                                            | ベアーズ                                     | 3                          |                            |                            | 1月20日 キャンドルスティック・パーク | 1月20日 キャンドルスティック・パーク | 1月20日 キャンドルスティック・パーク |  |  |  |  |
|  | 3 | ベアーズ                                | 16                                      | 第25回スーパーボウル   | 第25回スーパーボウル   | 第25回スーパーボウル                         | 2                                            | ジャイアンツ                                 | 31                         |                            |                            | 1月20日 キャンドルスティック・パーク | 1月20日 キャンドルスティック・パーク | 1月20日 キャンドルスティック・パーク |  |  |  |  |
|  | |                                         |                                         |                        |                        |                                              | 2                                            | ジャイアンツ                                 | 31                         |                            |                            | 1月20日 キャンドルスティック・パーク | 1月20日 キャンドルスティック・パーク | 1月20日 キャンドルスティック・パーク |  |  |  |  |
|  | NFC |                                         |                                         |                        |                        |                                              |                                              |                                              |                            |                            |                            | 1月20日 キャンドルスティック・パーク | 1月20日 キャンドルスティック・パーク | 1月20日 キャンドルスティック・パーク |  |  |  |  |
|  | 1991年1月5日 ベテランズ・スタジアム | 1991年1月5日 ベテランズ・スタジアム     | 1991年1月5日 ベテランズ・スタジアム     | 2                      | ジャイアンツ           | 15                                           |                                              |                                              |                            |                            |                            |                                      |                                      |                                      |  |  |  |  |
|  | 1991年1月5日 ベテランズ・スタジアム | 1991年1月5日 ベテランズ・スタジアム     | 1991年1月5日 ベテランズ・スタジアム     | 2                      | ジャイアンツ           | 15                                           | 1月12日 キャンドルスティック・パーク         |                                              |                            |                            |                            |                                      |                                      |                                      |  |  |  |  |
|  | 1991年1月5日 ベテランズ・スタジアム | 1991年1月5日 ベテランズ・スタジアム     | 1991年1月5日 ベテランズ・スタジアム     |                        | 1                      | 49ers                                        | 13                                           |                                              |                            |                            |                            |                                      |                                      |                                      |  |  |  |  |
|  | 1991年1月5日 ベテランズ・スタジアム | 1991年1月5日 ベテランズ・スタジアム     | 1991年1月5日 ベテランズ・スタジアム     |                        | 1                      | 49ers                                        | 13                                           |                                              |                            |                            |                            |                                      |                                      |                                      |  |  |  |  |
|  | 5 | レッドスキンズ                          | 20                                      | NFC チャンピオンシップ | NFC チャンピオンシップ | NFC チャンピオンシップ                       |                                              |                                              |                            |                            |                            |                                      |                                      |                                      |  |  |  |  |
|  | 5 | レッドスキンズ                          | 20                                      | NFC チャンピオンシップ | NFC チャンピオンシップ | NFC チャンピオンシップ                       | 5                                            | レッドスキンズ                               | 10                         |                            |                            |                                      |                                      |                                      |  |  |  |  |
|  | 4 | イーグルス                              | 6                                       | NFC チャンピオンシップ | NFC チャンピオンシップ | NFC チャンピオンシップ                       | 5                                            | レッドスキンズ                               | 10                         |                            |                            |                                      |                                      |                                      |  |  |  |  |
|  | 4 | イーグルス                              | 6                                       | NFC チャンピオンシップ | NFC チャンピオンシップ | NFC チャンピオンシップ                       | 1                                            | 49ers                                        | 28                         |                            |                            |                                      |                                      |                                      |  |  |  |  |
|  | |                                         |                                         |                        |                        |                                              | 1                                            | 49ers                                        | 28                         |                            |                            |                                      |                                      |                                      |  |  |  |  |
|  | - 対戦カード及びスタジアムはシード順で決定される。 そのラウンドに登場する最上位チームが最下位チームとホームで対戦、残った2チームが上位チームのホームで対戦する。 - スーパーボウル開催地は事前にオーナー会議で決定。 - チーム名の左の数字は、1990年レギュラーシーズンの結果に基づいて決定されたシード順。 - * は延長戦決着 - 日付はアメリカ東部時間 |                                         |                                         |                        |                        |                                              |                                              |                                              |                            |                            |                            |                                      |                                      |                                      |  |  |  |  |

## テレビ放映とエンターテイメント
この試合はABCによって全米に中継された。実況はアル・マイケルズ、解説はダン・ディアードルフ、フランク・ギフォードが担当した。またABCのスポーツキャスターのブレント・マスバーガーと彼とコンビを組んでいるディック・ヴァーミールも加わった。イギリスではチャンネル4が放送した。
試合開始前のアメリカ国歌独唱は、ホイットニー・ヒューストンがJahja Ling指揮のフロリダ管弦楽団（en:Florida Orchestra）の演奏で歌い、史上最高の国歌斉唱と絶賛された。後にシングルとしてリリースされ、Billboard Hot 100の20位に入った。またこのシングルは、10年後の2001年9月11日のアメリカ同時多発テロ事件後にも再びリリースされ、その時は6位に入った。
コイントスはNFLの前コミッショナーのピート・ロゼールにより行われた。
ハーフタイムショーは"A Small World Salute to 25 Years of the Super Bowl"と銘打たれた。ウォルト・ディズニー・カンパニーによって、異なった人種からなる3500人以上の地元の子供たち（ユニフォームの色は青・赤・白の星条旗カラーであった）、ボーイ・バンドのニュー・キッズ・オン・ザ・ブロック、スペシャルゲストにはマイケル・ジャクソンが登場した。曲の途中で、サウジアラビアでスーパーボウルを見ている兵士の映像も映し出された。ABCはこの時間にピーター・ジェニングスのABCニュースで戦争の状況を放送したため、ハーフタイムショーは録画放送となった。
この試合は、1998年のヴィンセント・ギャロ製作の映画『バッファロー'66』のプロットの1つにもなった。また『HEY!レイモンド』のエピソード中にもノーウッドがFGを失敗したシーンが出てくる。

### 日本におけるテレビ中継
- 日本テレビ 実況:増田隆生、解説:松岡秀樹（当時レナウンローバーズQB）、ゲスト解説:長嶋茂雄、ゲスト:明石家さんま
- NHK 実況:野瀬正夫、解説:後藤完夫

## 出場メンバーのその後
この試合に出場したメンバーのうち、ジャイアンツからはローレンス・テイラー、ウェリントン・マーラオーナーが、ビルズからはジム・ケリー、サーマン・トーマス、ブルース・スミス、ジェームズ・ロフトン、マーブ・リービーヘッドコーチ、ラルフ・ウィルソンオーナーがプロフットボール殿堂入りを果たしている。

## 評価
2016年2月の第50回スーパーボウル開催を目前に控えた時期、複数のメディアが過去49回のスーパーボウルすべてを名勝負順に並べたランキングを発表した。そのうち、ESPNのジョン・クレイトンと『ニューヨーク・デイリーニューズ』のゲイリー・マイヤーズが、この第25回をスーパーボウル史上最高の名勝負に選んだ。他のメディアでは『ニューヨーク・ポスト』のスティーブ・サービーと『ニューズデイ』のニール・ベストと『ヒューストン・クロニクル』のグレッグ・レイジャンがそれぞれ第3位、『サンディエゴ・ユニオン＝トリビューン』のエディ・ブラウンが第4位、『USAトゥデイ』のネイト・デービスが第6位、『ワシントン・ポスト』のジェレミー・ゴットリーブが第8位、『スポーツ・イラストレイテッド』のドン・バンクスが第9位という順位をつけている。